# Lebinthus truncatipennis
Lebinthus truncatipennis är en insektsart som beskrevs av Lucien Chopard 1929. Lebinthus truncatipennis ingår i släktet Lebinthus och familjen syrsor. Inga underarter finns listade i Catalogue of Life.